# China-Klettermaus
Die China-Klettermaus oder Vernay-Klettermaus (Vernaya fulva) ist eine Nagetierart aus der Gruppe der Altweltmäuse (Murinae).

## Allgemeines

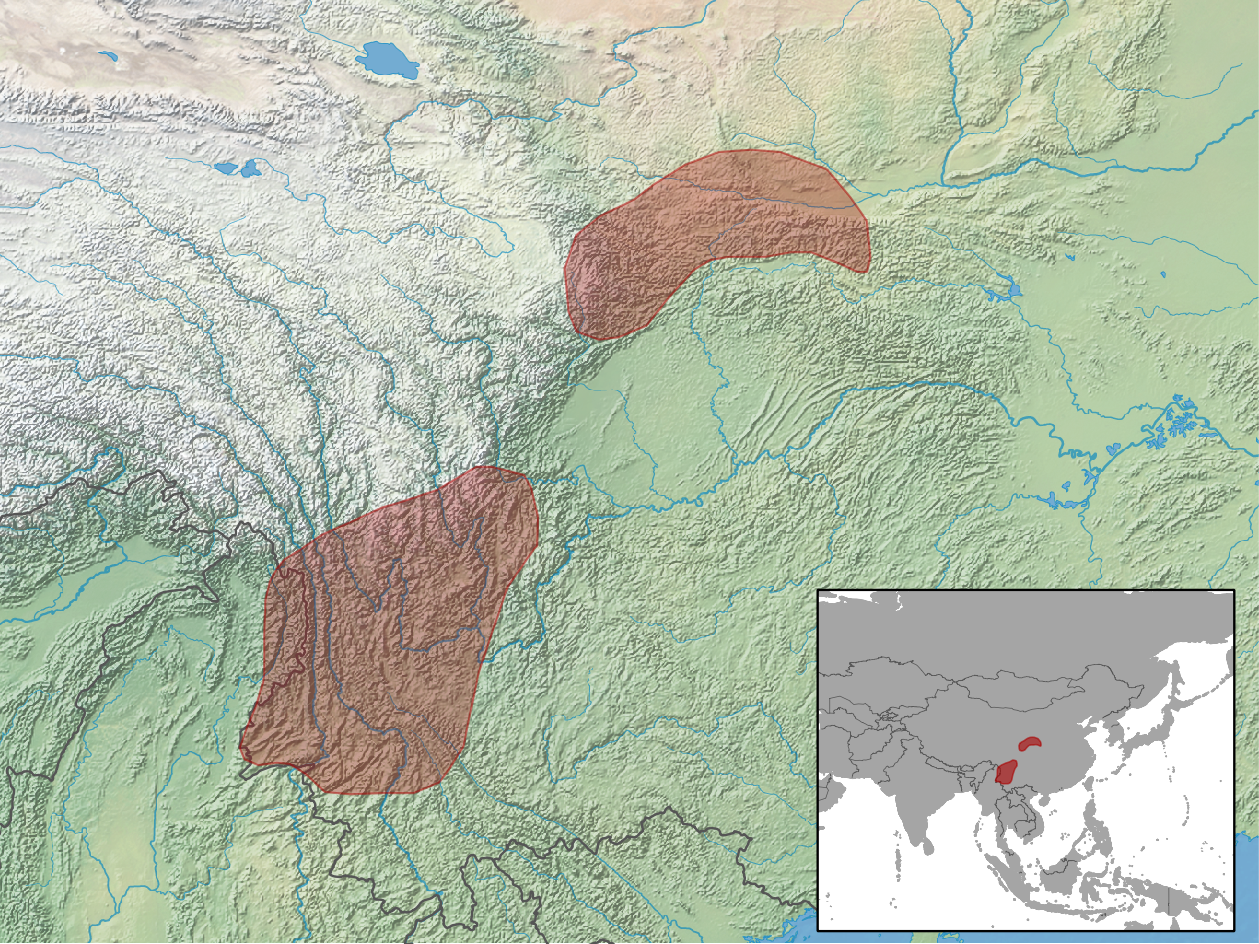
Verbreitungsgebiet

China-Klettermäuse sind durch ihr rötlich-braunes, langes Fell und den langen Schwanz charakterisiert. Sie erreichen eine Kopfrumpflänge von rund 9 Zentimetern, wozu noch ein rund 11,5 Zentimeter langer Schwanz kommt.
Diese Nagetiere leben in Südostasien. Ihr Verbreitungsgebiet umfasst das mittlere südliche China (Sichuan, Yunnan, Shaanxi und Gansu) sowie das nördliche Myanmar. Sie leben in bewaldeten Gebirgsregionen in 2100 bis 2700 Meter Höhe. Sie können gut klettern und halten sich meist auf den Bäumen auf, ansonsten ist über ihre Lebensweise wenig bekannt.
Aufgrund der Abgeschiedenheit ihrer Verbreitungsgebiete ist die China-Klettermaus keinen nennenswerten Bedrohung ausgesetzt und laut IUCN nicht gefährdet.

## Systematik
Nach Wilson & Reeder (2005) ist die China-Klettermaus Teil der Micromys-Gruppe innerhalb der Altweltmäuse. Lecompte et al. (2008) bezweifeln diese Einordnung und führen die Art unter incertae sedis, das heißt mit unklarem Stand. Im Jahr 2025 wurde als neue Zuordnung die eigenständige Tribus der Vernayini mit der Gattung Vernaya als einzigem Mitglied vorgeschlagen.
Die China-Klettermaus wurde 1927 durch den US-amerikanischen Zoologen Glover Morrill Allen unter der Bezeichnung Chiropodomys fulvus erstmals wissenschaftlich beschrieben. Die Gattung Vernaya wurde 1941 durch Harold Elmer Anthony eingeführt. Sie war lange Zeit monotypisch. 2023 wurde zwei weitere Arten der Gattung beschrieben (Vernaya meiguites und Vernaya nushanensis) und Vernaya foramena, vorher eine Unterart von Vernaya fulva, bekam den Status einer eigenständigen Art.